# Женская сборная Франции по гандболу
Женская сборная Франции по гандболу — гандбольная сборная, представляющая Францию на женских чемпионатах мира и Европы по гандболу, а также женских гандбольных турнирах Олимпийских и Средиземноморских игр. Серебряный призёр Олимпийских игр 2016 года, трёхкратный чемпион мира 2003, 2017 и 2023 годов, чемпион Европы 2018 года.
Матчи сборной Франции показываются регулярно на телеканалах Canal+.

## История
Долгие годы француженки не могли даже пробиться в финальные турниры Олимпийских игр и чемпионатов мира: на Олимпийских играх команда дебютировала только в 2000 году, а на чемпионатах мира до 1999 года играла лишь трижды (1986, 1990 и 1997) и ни разу не поднималась выше 10-го места.
Но с приходом в 1998 году на пост главного тренера 40-летнего Оливье Крёмбольца Франция достаточно быстро выдвинулась в лидеры мирового гандбола. Уже в 1999 году француженки стали вторыми на чемпионате мира (поражение в финале в двух овертаймах от сборной Норвегии, 23-летняя Ноджиалем Мьяро была включена в символическую сборную турнира). В 2000 году сборная Франции дебютировала на Олимпийских играх, в Сиднее они заняли шестое место (поражение в четвертьфинале в овертайме от будущих чемпионок из Дании). В 2002 году сборная Франции завоевала бронзу на чемпионате Европы в Дании, а на следующий год в Хорватии сборная Франции стала чемпионом мира (победа в финале в овертайме над сборной Венгрии). Вратарь сборной Франции 28-летняя Валери Николя была признана самым ценным игроком турнира.
В 2006 году сборная Франции стала третьей на чемпионате Европы, а в 2009 и 2011 годах доходила до финала чемпионатов мира, но уступала соответственно России и Норвегии. После поражения в четвертьфинале Олимпийских игр 2012 года от Черногории, Крёмбольц покинул свой пост, ему на смену пришёл Ален Портес. Следующие крупнейшие турниры сложились для Франции неудачно, и перед Олимпийскими играми 2016 года Оливье вернулся в сборную. В Бразилии француженки впервые в истории дошли до финала олимпийского турнира, но уступили сборной России (19-22). В символическую сборную турнира были включены Аллисон Пино и Александра Лакрабер. В том же 2016 году француженки стали третьими на чемпионате Европы (поражение в полуфинале от Норвегии и победа в матче за третье место над датчанками).
В 2017 году сборная Франции второй раз стала чемпионом мира, победив в финале в Гамбурге Норвегию (23-21), в символическую сборную были включены Сираба Дембеле и Грас Заади. Через год сборная Франции впервые в истории выиграла чемпионат Европы, который проходил во Франции. В финале в Париже команда Крёмбольца победила Россию (24-21). В символическую сборную была включена вратарь Амандин Лейно.

## Достижения

### Олимпийские игры
- 1976—1996: Не участвовала
- 2000: 6-е место
- 2004: 4-е место
- 2008: 5-е место
- 2012: 5-е место
- 2016:  2-е место
- 2020:  1-е место
- 2024:  2-е место

### Чемпионаты мира
- 1957—1982: Не участвовала
- 1986: 15-е место
- 1990: 14-е место
- 1993—1995: Не квалифицировалась
- 1997: 10-е место
- 1999:  2-е место
- 2001: 5-е место
- 2003:  1-е место
- 2005: 12-е место
- 2007: 5-е место
- 2009:  2-е место
- 2011:  2-е место
- 2013: 6-е место
- 2015: 7-е место
- 2017:  1-е место
- 2019: 13-е место
- 2021:  2-е место
- 2023:  1-е место

### Чемпионаты Европы
- 1994—1998: Не квалифицировалась
- 2000: 5-е место
- 2002:  3-е место
- 2004: 11-е место
- 2006:  3-е место
- 2008: 14-е место
- 2010: 5-е место
- 2012: 9-е место
- 2014: 5-е место
- 2016:  3-е место
- 2018:  1-е место
- 2020:  2-е место
- 2022: 4-е место
- 2024: 4-е место

### Средиземноморские игры
- 1987:  2-е место
- 1991:  2-е место
- 1993:  2-е место
- 1997:  1-е место
- 2001:  1-е место
- 2005: 4-е место
- 2009:  1-е место